# 舷窓

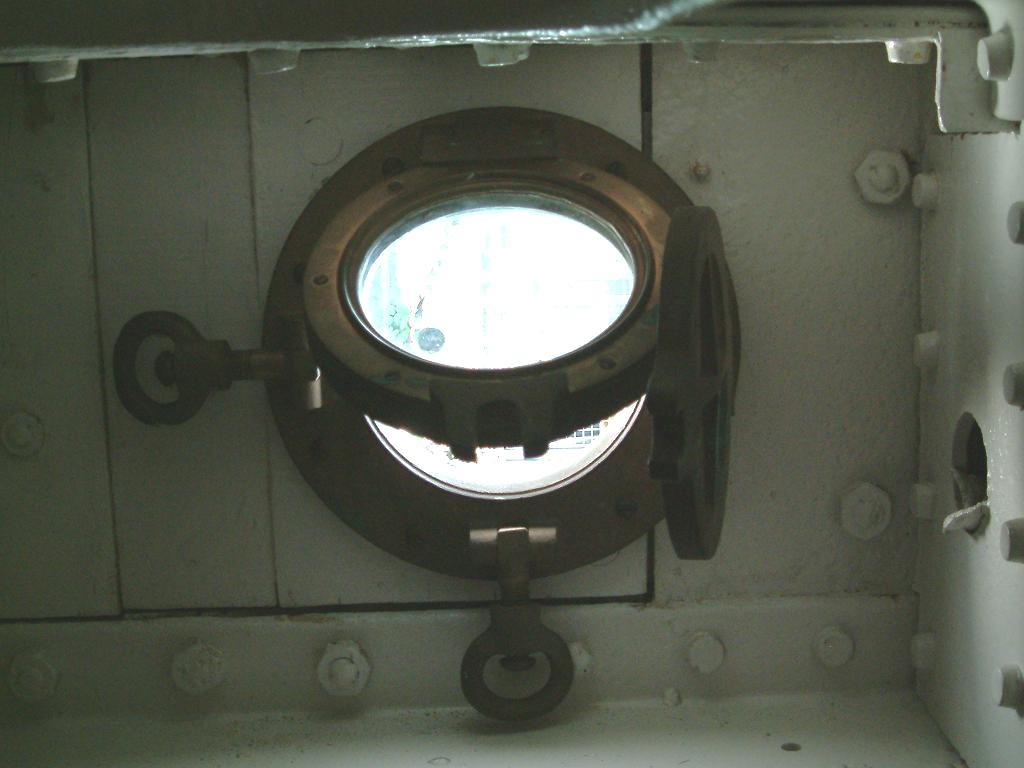
真鍮製の舷窓。蝶番で止めた窓部分と舷窓蓋からなる。

舷窓（げんそう、porthole）は、船の船体にある小さな窓で、採光と換気の役目を持つ。一般に丸い窓が多い。"porthole" は "port hole window" の略である。海事関係の言葉だが、装甲車、航空機、自動車（フォード・サンダーバードなど）、宇宙船などの丸窓一般を指すのにも使われる。
船の舷窓は、下層の甲板の湿気を外に逃がし、日光と新鮮な空気を採り入れるという機能がある。また、下層の甲板では閉鎖されていて外界の様子がわかりにくいため、舷窓で少しだけ外の様子を知ることができる。舷窓を閉じると雨風の侵入を防ぎ、時には日光も遮る。
英語では "side scuttle" とも呼ぶ。

## 構造

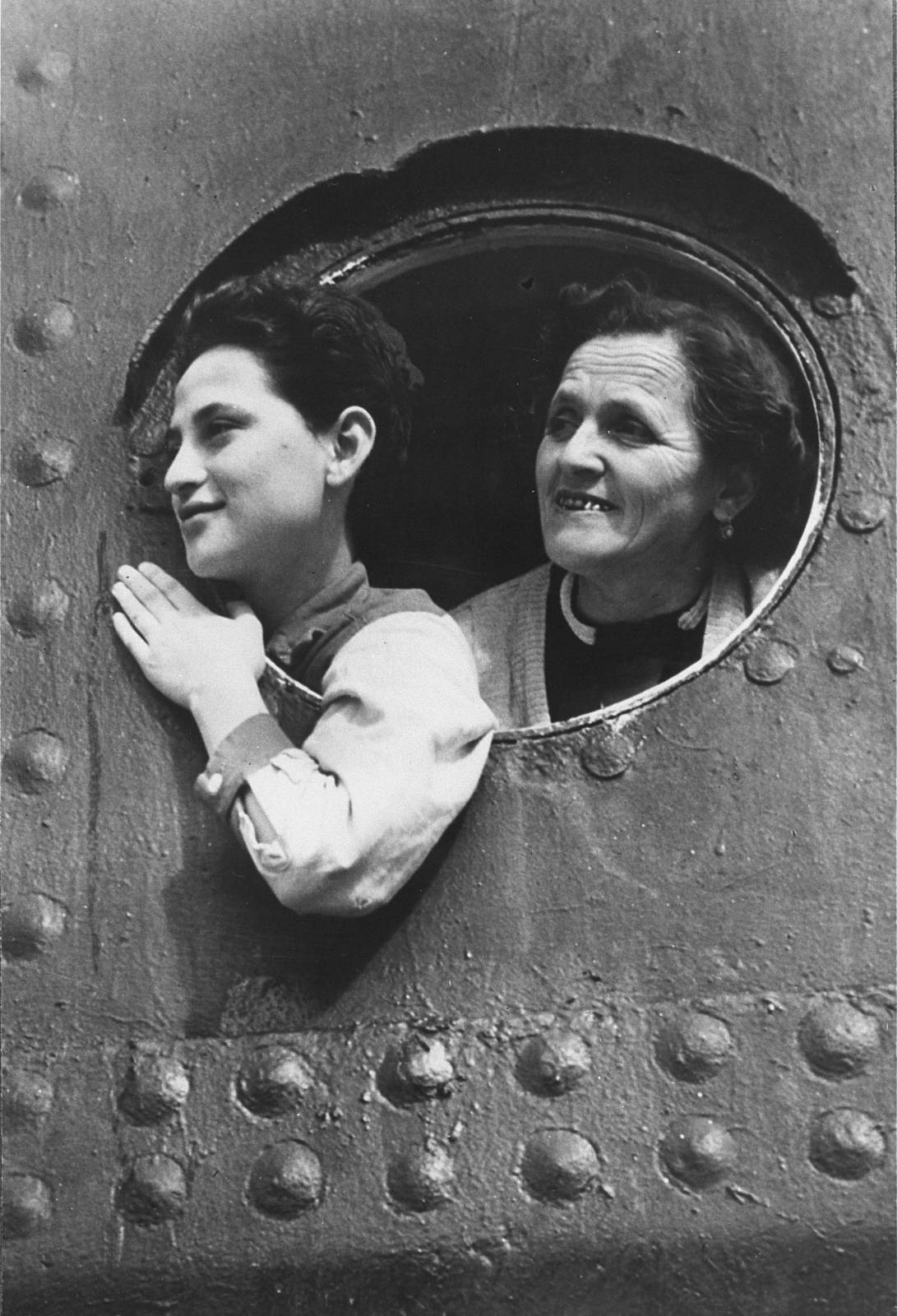
セントルイス号 (en) の舷窓

舷窓は円形のガラス板を金属枠で囲み、それを船体にしっかりとはめ込んだものである。通常、窓枠と窓という二つの部材によって構成されるが、さらに金属製の外枠を用意し、ガラスを蝶番で外枠に取り付けて開閉可能にする場合もある。窓を強力かつ安全に締める金属製の舷窓蓋 (storm cover) を備えた舷窓も多い。舷窓蓋は英語名からわかるように、荒天時に窓を保護する役目を持つ。ほかにも、日中眠る際に寝台への日光を遮断したり、夜に室内の照明を外に漏らさないようにして、敵からの視認性を下げる役目もあった。蝶番で付けられている舷窓本体と舷窓蓋は船の内側から操作可能で、閉じた状態で一般にねじを切ってある仕掛け（これを「回し金 (dogs)」と呼ぶ）で締め付けることができる。木製の古い船では船体がかなり厚いため、舷窓の縁から舷窓本体までがかなり厚いのが特徴となっている。
舷窓の直径は、数cmから数十cmまであり、重さも数kgから500kg以上まで様々である。重さのほとんどはガラスによるもので、2インチ（5cm）ほどの厚さのものがよく使われている。金属部品も非常に重く、青銅、真鍮、鋼、鉄、アルミニウムなどを使い、砂型による鋳造で作ることが多い。中でも、海水による腐食に強いことから、特に青銅や真鍮がよく使われる。舷窓は船体の強度を下げず、かつ役目を果たすよう設計され、可能な限り頑丈に作られる。

## 宇宙船の舷窓

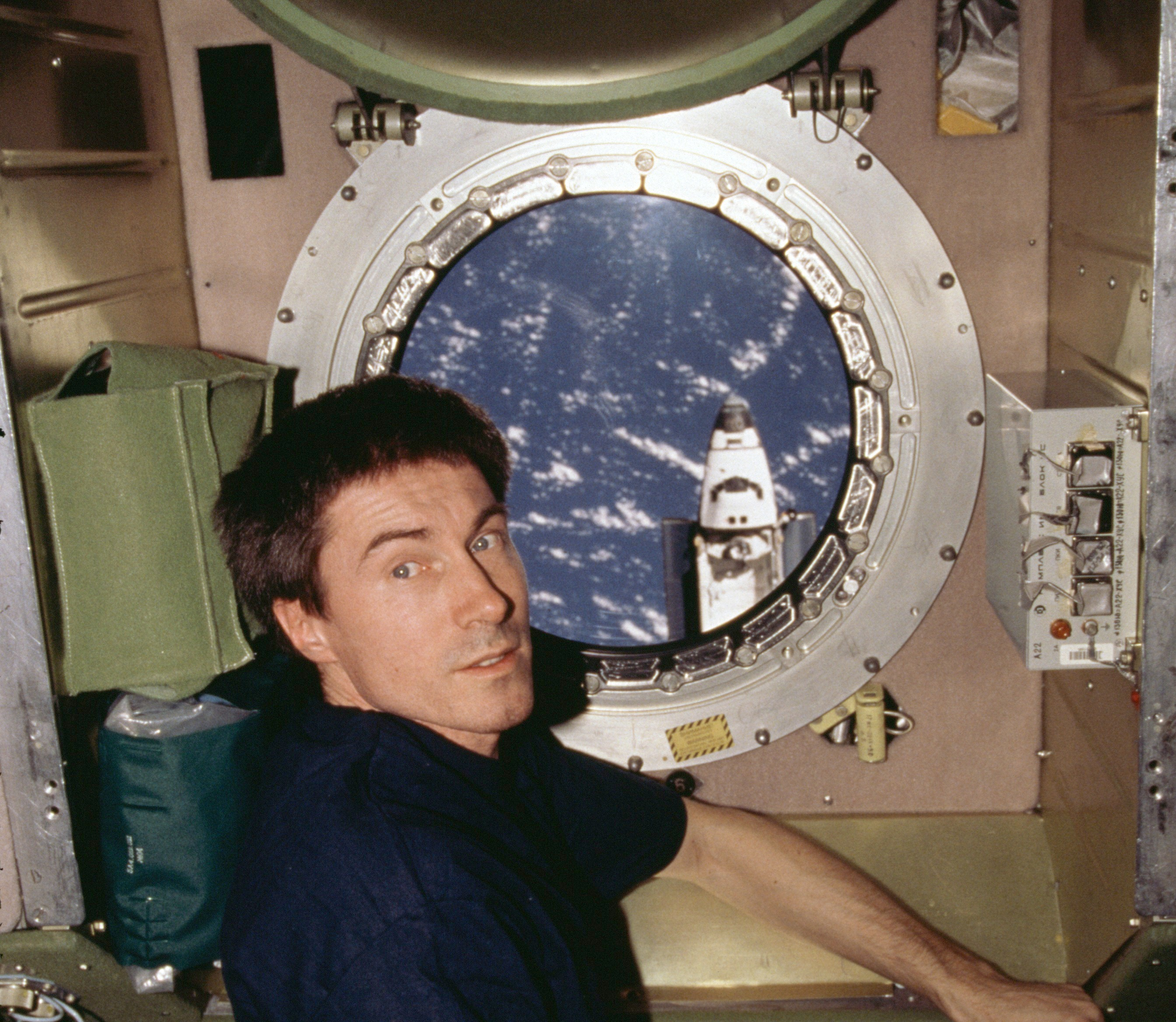
国際宇宙ステーションのZvezda区画にある舷窓

宇宙船の舷窓には、熱衝撃によるひびが入らず急激な温度変化に耐えられるガラスを使わなければならない。国際宇宙ステーションの舷窓はチタンの枠に石英ガラスを嵌め込んだもので、エナメルでコーティングされている。
アポロ宇宙船の舷窓は、宇宙飛行士が乗船と下船する際に使うハッチに設置されていた。

## 潜水艇の舷窓
潜水艇の舷窓は一般にアクリル樹脂でできている。深海潜水艇の場合、舷窓は数cmの厚さに達し、深海の水圧に耐えられるよう円錐形になっている。厚さは一定で皿のようになっており、湾曲したガラスによる視界の歪みが起きないようになっている。